# Hemiandra incana
Hemiandra incana là một loài thực vật có hoa trong họ Hoa môi. Loài này được Bartl. mô tả khoa học đầu tiên năm 1845.